# Andrena koreana
Andrena koreana är en biart som beskrevs av Hirashima 1952. Andrena koreana ingår i släktet sandbin, och familjen grävbin. Inga underarter finns listade i Catalogue of Life.